# Rhysodesmus guardanus
Rhysodesmus guardanus är en mångfotingart som beskrevs av Chamberlin 1943. Rhysodesmus guardanus ingår i släktet Rhysodesmus och familjen Xystodesmidae. Inga underarter finns listade i Catalogue of Life.